# 東能代運輸区
東能代運輸区（ひがしのしろうんゆく）は、秋田県能代市にかつて存在した東日本旅客鉄道（JR東日本）秋田支社の運転士・車掌が所属する組織である。2022年3月11日限りで廃止し、現在は東能代統括センター。

## 沿革
- 1908年（明治41年）7月1日 - 能代機関庫設置。
- 1931年（昭和6年）1月31日現在、秋田機関庫機織分庫に改称済み。
- 1936年（昭和11年）7月30日 - 秋田車掌所機織支所を設置。
- 1943年（昭和18年）11月 - 秋田機関区東能代支区に名称変更。
- 1945年（昭和20年）10月1日 - 東能代機関区を設置。
- 1959年（昭和34年）2月10日 - 五能線管理所発足に伴い、大館車掌区東能代支区を編入。東能代機関区の五能線担当動力車および人員を同所に移管。（東能代機関区自体は奥羽本線担当として存続）
- 1971年（昭和46年）10月1日 - 五能線管理所および東能代機関区を廃止。秋田機関区東能代支区、大館車掌区東能代支区を再設置。
- 1984年（昭和59年）7月1日 - 大館車掌区東能代支区を廃止。東能代駅乗務員を配置。
- 1987年（昭和62年）3月1日 - 秋田機関区東能代派出を秋田運転所東能代派出に改称。
- 1989年（平成元年）3月10日 - 東能代駅乗務員を廃止。五能線車掌行路は秋田車掌区が引き継ぐ。
- 1991年（平成3年）3月16日 - 秋田運転所東能代派出に秋田車掌区の五能線行路を統合し、東能代運輸区設置[1]。
- 2024年（令和6年）3月16日 - 東能代統括センター（東能代駅・東能代運輸区の統合）発足。当区は廃止。